# First Round Knock Out
First Round Knock Out – kompilacja amerykańskiego rapera, producenta muzycznego – Dr. Dre. Została wydana 21 maja, 1996 roku. Gościnnie występują Snoop Dogg, The D.O.C., Kokane, Michel’le, Rose Royce, Jimmy Z i World Class Wreckin’ Cru.

## Lista utworów
1. "First Round Knockout"- 0:47 (Intro)
2. "Deep Cover"- 4:16 (Dr. Dre & Snoop Dogg)
3. "Bridgette"- 4:40 (The D.O.C.)
4. "Nickel Slick Nigga"- 4:56 (Kokane)
5. "Requests"- 0:13 (Interlude)
6. "He’s Bionic"- 4:02 (World Class Wreckin’ Cru)
7. "Juice"- 4:12 (World Class Wreckin' Cru)
8. "Funky Flute"- 4:36 (Jimmy Z & Dr. Dre)
9. "Nicety"- 3:22 (Michel’le)
10. "Indo Freak"- 0:11 (Interlude)
11. "Turn Off The Lights"- 5:45 (World Class Wreckin' Cru & Michel’le)
12. "Who’s Phuckin' Who?"- 0:14 (Interlude)
13. "The Sex Is On"- 4:28 (Po' Broke & Lonely)
14. "It's Not Over"- 4:25 (Rose Royce)
15. "The Fly"- 4:57 (World Class Wreckin' Cru)

## Notowania
| Notowania                             | Najwyższa pozycja |
| ------------------------------------- | ----------------- |
| U.S. Billboard 200                    | 52                |
| U.S. Billboard Top R&B/Hip-Hop Albums | 18                |